# Farringdon (Devon)
Farringdon – wieś w Anglii, w hrabstwie Devon, w dystrykcie East Devon.